# Canguru
Os cangurus são quatro marsupiais da família Macropodidae (macrópodes, que significa "pé grande"). Em uso comum, o termo é usado para descrever as maiores espécies desta família, o canguru-vermelho, bem como o canguru-antilopino, o canguru cinza oriental e o canguru cinza ocidental. Os cangurus são nativos da Austrália e Nova Guiné. O governo australiano estima que 42,8 milhões de cangurus viviam nas áreas de colheita comercial da Austrália em 2019, abaixo dos 53,2 milhões em 2013.
Tal como acontece com os termos "wallaroo" e "wallaby", "canguru" refere-se a um agrupamento parafilético de espécies. Todos os três termos referem-se a membros da mesma família taxonômica, Macropodidae, e são diferenciados de acordo com o tamanho. As maiores espécies da família são chamadas de "cangurus" e as menores são geralmente chamadas de "wallabies". O termo "wallaroos" refere-se a espécies de tamanho intermediário. Existem também os cangurus-arborícolas, outro tipo de macrópode, que habitam as florestas tropicais da Nova Guiné, no extremo nordeste de Queensland e algumas das ilhas da região. Uma ideia geral do tamanho relativo desses termos informais poderia ser:
- wallabies: comprimento da cabeça e do corpo de 45–105 centímetros e comprimento da cauda de 33–75 centímetros; o wallaby anão (o menor de todas as espécies de macrópodes conhecidas) tem 46 centímetros de comprimento e pesa 1,6 quilos;
- cangurus-arborícolas: variação do canguru-arborícola-de-Lumholtz: comprimento do corpo e da cabeça de 48-65 centímetros, cauda de 60-74 centímetros, peso de 7,2 quilos (16 libras) para machos e 5,9 quilos (13 libras) para fêmeas; para o canguru-grisalho: comprimento de 75–90 centímetros (30 a 35 polegadas) e peso de 8–15 quilos (18–33 libras);
- wallaroos: o wallaroo-preto (o menor das duas espécies) com um comprimento de cauda de 60–70 cm e peso de 19–22 kg (41,8–48,5 lb) para machos e 13 kg (28,6 lb) para fêmeas;
- cangurus: um macho grande pode ter 2 m (6 pés 7 pol) de altura e pesar 90 kg (200 lb).

Os cangurus têm pernas traseiras grandes e poderosas, pés grandes adaptados para pular, uma cauda longa e musculosa para equilíbrio e uma cabeça pequena. Como a maioria dos marsupiais, os cangurus fêmeas têm uma bolsa chamada marsúpio, na qual os joeys completam o desenvolvimento pós-natal.
Por causa de seus hábitos de pastoreio, o canguru desenvolveu dentes especializados que são raros entre os mamíferos. Seus incisivos são capazes de cortar grama rente ao solo e seus molares cortam e trituram a grama. Como os dois lados da mandíbula inferior não estão unidos ou fundidos, os incisivos inferiores estão mais afastados, dando ao canguru uma mordida mais larga. A sílica na grama é abrasiva, então os molares do canguru são triturados e na verdade se movem para a frente na boca antes de eventualmente caírem, e são substituídos por novos dentes que crescem na parte de trás. Este processo é conhecido como polifiodontia e, entre outros mamíferos, ocorre apenas em elefantes e peixes-boi.
Os grandes cangurus se adaptaram muito melhor do que os macrópodes menores ao desmatamento para agricultura pastoral e mudanças de habitat trazidas para a paisagem australiana por humanos. Muitas das espécies menores são raras e ameaçadas de extinção, enquanto os cangurus são relativamente abundantes.
O canguru junto com o coala são símbolos da Austrália. Um canguru aparece no brasão australiano e em algumas de suas moedas, e é usado como logotipo para algumas das organizações mais conhecidas da Austrália, como a Qantas, e como o roundel de a Real Força Aérea Australiana. O canguru é importante tanto para a cultura australiana quanto para a imagem nacional e, consequentemente, existem inúmeras referências à cultura popular.
Cangurus selvagens são abatidos para carne, couro e para proteger pastagens. A carne de canguru tem percebido benefícios à saúde para o consumo humano em comparação com as carnes tradicionais devido ao baixo nível de gordura nos cangurus.

## Terminologia
A palavra canguru deriva da palavra Guugu Yimithirr gangurru, referindo-se aos cangurus cinzentos orientais. O nome foi registrado pela primeira vez como "kangaroo" em 12 de julho de 1770 em uma entrada no diário de Sir Joseph Banks; isso ocorreu no local da moderna Cooktown, nas margens do rio Endeavour, onde o HMS Endeavour sob o comando do tenente James Cook foi encalhado por quase sete semanas para reparar os danos sofridos na Grande Barreira de Corais. Cook se referiu aos cangurus pela primeira vez em seu diário de 4 de agosto. Guugu Yimithirr é a língua do povo da região.
Um mito comum sobre o nome inglês do canguru é que era uma frase de Guugu Yimithirr para "Não sei" ou "Não entendo". De acordo com essa lenda, Cook e Banks estavam explorando a área quando encontraram o animal. Eles perguntaram a um local próximo como as criaturas eram chamadas. O local respondeu "canguru", que significa "não sei / entendo", que Cook então considerou ser o nome da criatura. O antropólogo Walter Roth estava tentando corrigir essa lenda já em 1898, mas poucos tomaram nota até 1972, quando o lingüista John B. Haviland em sua pesquisa com o povo Guugu Yimithirr foi capaz de confirmar que gangurru se referia a um raro grande de cor escura espécies de canguru. No entanto, quando Phillip Parker King visitou a região do rio Endeavor em 1819 e 1820, ele afirmou que a palavra local não era canguru, mas menuah, talvez referindo-se a uma espécie diferente de macrópode. Existem histórias semelhantes e mais confiáveis de confusão de nomes, como no caso da Península de Yucatán.
Os cangurus são frequentemente referidos coloquialmente como "roos". Os cangurus machos são chamados de machos, boomers, macacos ou velhos; as mulheres são corças, voadores ou jills; e os mais jovens são joeys. O substantivo coletivo para um grupo de cangurus é uma turba, tribunal ou trupe.

## Características e Habitat
O seu habitat situa-se em planícies. A sua alimentação baseia-se em vegetais e frutas. Apesar de ter uma alimentação basicamente vegetariana, muitas vezes os cangurus são atraídos pelos restos de alimentos humanos, ou mesmo alimentados por turistas com alimentos inadequados (pão, por exemplo). Ao ingerir esse tipo de alimento, ocorre desequilíbrio de sua flora intestinal e fermentação excessiva, ocasionando síndrome cólica grave, que na maioria das vezes leva o animal à morte.
O pêlo do canguru  é, geralmente, espesso. Crescem durante toda a vida. A sua cauda mede de 0,70 cm a 1,40 m. A maior parte dos cangurus têm orelhas grandes e cabeça pequena. O canguru, quando jovem permanece com a mãe, subindo na sua bolsa para se alimentar e ficar seguro, até que tenha mais que um ano de idade. Os Cangurus vivem na Austrália continental. Pesam cerca de 500 g  a 90 kg, medindo cerca de 80 cm a 1,60 metros. A sua gravidez (gestação) demora de 30 a 40 dias, dando à luz apenas um filhote de cada vez. Os cangurus nascem imaturos. O seu desenvolvimento é no interior de uma bolsa na barriga da sua mãe que se chama marsúpio. Ali, o filhote mama e protege-se. O canguru é uma espécie endêmica da Austrália.
Qualquer marsupial selvagem é cuidadoso com os humanos. No entanto, durante a seca, os cangurus são obrigados a partir para áreas povoadas em busca de comida. Quando os humanos se aproximam, eles podem se sentir ameaçados e se defenderem. Alguns dos maiores cangurus, como o canguru vermelho macho, Osphranter rufus, podem medir 1,4 metro da cabeça aos pés. As fêmeas do canguru possuem a metade do tamanho dos machos, aproximadamente.
Os cangurus vermelhos preferem planícies abertas, enquanto as espécies cinzas preferem florestas densas. A principal diferença entre eles é a cor. Os cangurus das árvores possuem patas frontais mais fortes e resistentes que seus parentes. Eles podem ser encontrados nas florestas montanhosas do norte de Queensland. Os cangurus não costumam ficar mais de 15 km longe da água.
Os cangurus e seus parentes, os wallabies, só vivem na Austrália e Nova Guiné. Eles são marsupiais, mas também pertencem à família dos macropodídeos, pois possuem patas traseiras maiores que as dianteiras.

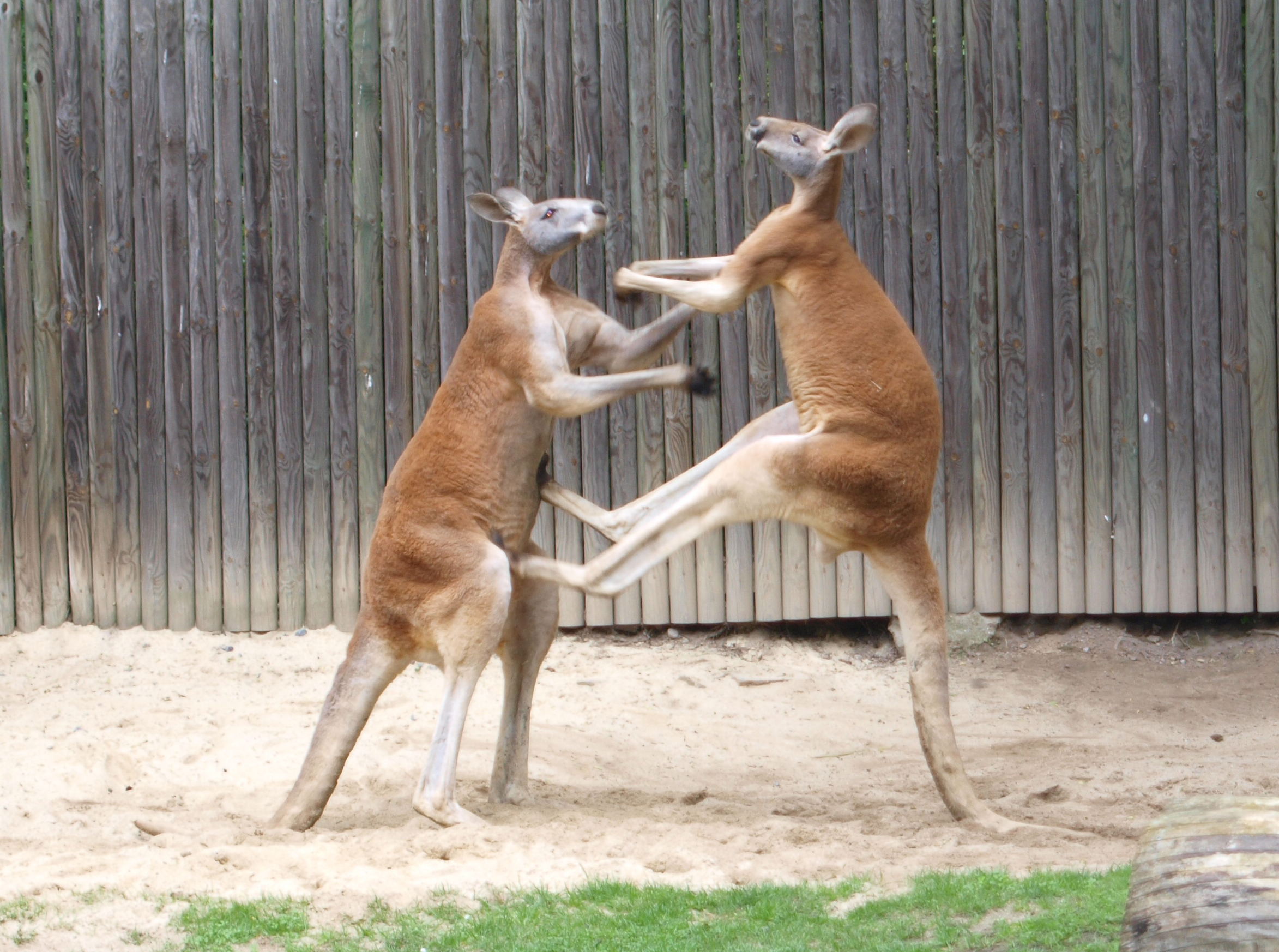
Dois Cangurus-vermelhos lutando

O número de cangurus é cuidadosamente monitorado na Austrália: existe um equilíbrio entre a necessidade de conservar estas espécies e as demandas dos proprietários de terras. Se houver escassez de comida, o gado poderia passar fome, pois os cangurus se movem com mais facilidade e podendo escolher o melhor alimento.
O canguru-vermelho é o maior marsupial do mundo. As fêmeas da espécie dão a luz apenas a um bebe por vez, que nasce tão pequeno quanto uma cereja ou um chiclete, assim que o filhote nasce, ele vai direto para a bolsa da mãe e não emerge, por volta de 2 meses e finalmente saem da bolsa quando completam mais ou menos 1 ano de idade.
Cangurus vermelhos pulam usando suas fortes pernas em uma grande velocidade. Um canguru vermelho pode alcançar 56 km/h. Cada salto pode cobrir até 9 metros de distância em uma altura de 1,8 metros. As fêmeas dos cangurus vermelhos são mais leves e mais rápidas do que os machos.
Os machos da espécie lutam entre si para ter o direito de acasalar com uma fêmea em potencial, eles podem ficar em pé sobre seus rabos e chutar seu inimigo com suas pernas poderosas, também podem morder ou arranhar com suas garras afiadas, as quais eles também usam em lutas contra predadores como o dingo.
O canguru-vermelho vive nos desertos da Austrália e em campos abertos, vivem em grupos familiares. Australianos e Europeus caçam dezenas desses belos animais para vender sua pele e sua carne, que é um prato muito apreciado na Austrália.

### Mão dominante
Os cangurus selvagens têm tendência para preferir a mão esquerda à direita quando realizam tarefas, seja para se alimentarem, limparem ou apoiarem. O estudo que o demonstra é o primeiro a provar a existência de uma mão dominante numa espécie além da humana.
Esta lateralidade manual foi demonstrada em duas espécies diferentes de canguru, assim como numa espécie de wallaby. No geral, indivíduos das três espécies mostram preferência pela mão esquerda.

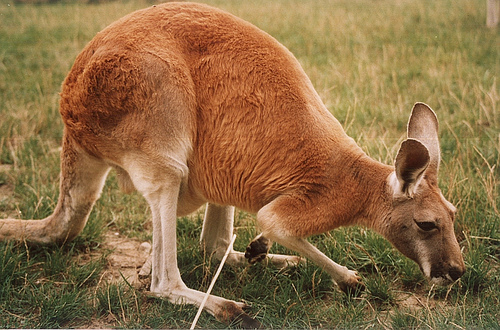
Canguru-Vermelho Pastando

### Dieta
Os cangurus têm estômagos de câmara única, bem ao contrário dos Bovinos e Ovinos, que têm quatro compartimentos.[carece de fontes?] Às vezes, eles regurgitam a vegetação que comeram, mastigam como ruminantes e depois engolem novamente para a digestão final. No entanto, essa é uma atividade diferente e mais extenuante do que em ruminantes e não ocorre com tanta frequência.
Diferentes espécies de cangurus têm dietas diferentes, embora todos sejam herbívoros estritos. O canguru cinza oriental é predominantemente um pastor e come uma grande variedade de gramíneas, enquanto algumas outras espécies, como o canguru vermelho, incluem quantidades significativas de arbustos em suas dietas. Espécies menores de cangurus também consomem fungos hipógeos. Muitas espécies são noturnas, e crepusculares, geralmente passando os dias quentes descansando na sombra e as noites frias, noites e manhãs se movendo e se alimentando.